# Viện Công nghệ châu Á
Viện Công nghệ châu Á (tiếng Anh: Asian Institute of Technology, viết tắt: AIT) là một viện đào tạo sau đại học về kỹ thuật, công nghệ và quản lý đặt tại Thái Lan. AIT được thành lập vào năm 1959 với chức năng là trường đào tạo sau đại học về kỹ thuật của khối SEATO. Mục tiêu của AIT là đào tạo nguồn nhân lực có trình độ cao đảm nhiệm vai trò dẫn đầu cho sự phát triển bền vững của khu vực và quá trình hội nhập vào nền kinh tế thế giới. Ngân sách của AIT do các tổ chức và chính phủ trên thế giới (ban đầu là các nước trong khối SEATO) đóng góp. Ban đầu, AIT nằm trong trường Đại học Chulalongkorn (Thái Lan) trước khi hoạt động độc lập vào tháng 11 năm 1967. Hiện nay, AIT có cơ sở đào tạo chính đặt tại Thái Lan và trung tâm tại Việt Nam.
Năm 1989, AIT nhận giải Ramon Magsaysay dành cho những cống hiến cho hòa bình và đoàn kết quốc tế: "... tạo ra một thế hệ mới các kỹ sư và nhà quản lý của châu Á, trong một môi trường nghiên cứu khoa học tuyệt vời và tình đoàn kết khu vực".
Tại thời điểm tháng 8 năm 2005, AIT có 2.016 sinh viên đến từ 51 quốc gia và 120 giảng viên từ 26 quốc gia. Trụ sở chính của AIT đặt tại tỉnh Pathum Thani - Thái Lan, cách Bangkok khoảng 42 km về phía bắc, bên cạnh Công viên khoa học Thái Lan và trung tâm Rangsit của trường Đại học Thammasat.
AIT là thành viên của Mạng lưới Giảng dạy và Nghiên cứu Khu vực sông Mê kông (Greater Mekong Sub-region Academic and Research Network) và LAOTSE - một mạng lưới các trường đại học hàng đầu ở châu Âu và châu Á.
AIT hiện đang quản lý tên miền quốc gia của Thái Lan: .th.

## AIT tại Việt Nam (AIT Việt Nam)
Viện công nghệ châu Á: Tổ chức giáo dục quốc tế đầu tiên tại Việt Nam:
Được thành lập từ năm 1993. Ban đầu, AIT Việt Nam có trụ sở đặt tại số 21 phố Lê Thánh Tông, Hà Nội. Từ năm 2009, AIT Việt Nam chuyển trụ sở về Nhà B3, Đại học Giao thông Vận tải, Láng Thượng, Đống Đa, Hà Nội. Đến tháng 5/2021, AIT Việt Nam chính thức chuyển về trụ sở mới tại tầng 3, tòa nhà DETECH, sô 8 Tôn Thất Thuyết, Mỹ Đình 2, Nam Từ Liêm, Hà Nội. Đây là trung tâm duy nhất của AIT đặt bên ngoài Thái Lan. Hoạt động chính của trung tâm là đào tạo các chương trình Thạc sĩ - Tiến sĩ, các chương trình đào tạo nâng cao năng lực cho các Doanh nghiệp, Tổ chức, tư vấn, chuyển giao công nghê và thực hiện các dự án trong nước và quốc tế. Hiện tại, AIT cũng đang tổ chức những lớp Thạc sĩ quốc tế được cấp bằng bởi AIT, với thời gian học linh hoạt, ngoài giờ hành chính, phù hợp cho người đi làm. Các chương trình nổi bật của AIT Việt Nam có thể kể đến như Thạc sĩ chuyên nghiệp các ngành : Chuyển đổi số và Phân tích kinh doanh (BA&DT), Khoa học dữ liệu và trí tuệ nhân tạo (DS&AI), Thạc sĩ và Tiến sĩ chuyên ngành Quản trị kinh doanh, và các chương trình thuộc các lĩnh vực Công nghệ, Môi trường và phát triển
Từ năm 1993, AIT đã đào tạo hơn 4.100 thạc sĩ và tiến sĩ, và hơn 30.000 học viên ngắn hạn tại Việt Nam. Nhiều cựu sinh viên Việt Nam hiện đang giữ nhiều vị trí quan trọng tại nhiều tổ chức lớn trong cả hai lĩnh vực nhà nước và tư nhân. 
AIT tại Việt Nam có hai văn phòng chính tại Hà Nội và  Hồ Chí Minh. Hoạt động đào tạo và tư vấn của AIT được thực hiện tại tất cả 61 tỉnh, thành phố của Việt Nam. Tour du lịch kết hợp đào tạo-nghiên cứu của AIT được tổ chức trong nước và nhiều nước khác nhau trên toàn thế giới, bao gồm Thái Lan, Trung Quốc, Singapore, Malaysia, Singapore, Hàn Quốc, Philippines, Lào, Úc, New Zealand, Mỹ, và châu Âu. 
Sứ mệnh của AIT tại Việt Nam 
Sứ mệnh của AIT là đào tạo các nhà lãnh đạo tương lai cho sự nghiệp phát triển bền vững của Việt Nam và khu vực thông qua giáo dục, đào tạo và tư vấn chất lượng cao. 
Tầm nhìn của AIT tại Việt Nam 
Tầm nhìn của AIT là trở thành một tổ chức giáo dục đứng đầu khu vực châu Á, cung cấp các cơ hội giáo dục đào tạo sau đại học chất lượng quốc tế, đổi mới sáng tạo, và mang tính thực tiễn cao, nhằm thúc đẩy quá trình phát triển bền vững của khu vực. 
Các Thế mạnh của AIT Việt Nam 
AIT tại Việt Nam cam kết mang đến một nền giáo dục quốc tế chất lượng cao. Lịch sử lâu đời tại Việt Nam và những hiểu biết chuyên sâu về môi trường pháp lý, kinh tế, chính trị, xã hội và văn hóa mang đến cho Viện Công nghệ châu Á một vị thế đặc biệt mà không một tổ chức giáo dục nào khác tại Việt Nam có được. 
Các giảng viên AIT là những chuyên gia quốc tế trong nhiều lĩnh vực khác nhau, có nhiều năm kinh nghiệm giảng dạy và đào tạo trong môi trường quốc tế. 
AIT tại Việt Nam có mạng lưới đối tác rộng lớn trong và ngoài nước, bao gồm cả các tổ chức chính phủ, phi chính phủ, đại sứ quán, và các doanh nghiệp trong cả hai lĩnh vực tư nhân và nhà nước để đảm báo tính thiết thực và nhạy bén của các chương trình đào tạo tại AIT. Các đối tác này cũng là nguồn cung cấp cơ hội làm việc chất lượng cao cho các sinh viên tốt nghiệp từ AIT. 